# التعرف على المشاعر في المحادثة
يعد التعرف على المشاعر في المحادثة (بالإنجليزية: Emotion recognition in conversation)‏ مجالًا فرعيًا للتعرف على المشاعر، ويركز على استخراج المشاعر البشرية من المحادثات أو الحوارات التي تتضمن محاورين أو أكثر. عادةً ما تشتق مجموعات البيانات في هذا المجال من المنصات الأساسية الاجتماعية التي تقدِّم العديد من العينات المجانية، وغالبًا ما تحتوي على بيانات تحليل المشاعر بأبعاد متعددة [الإنجليزية] (أي مزيج من البيانات النصية والمرئية والصوتية). تلعب التأثيرات الذاتية والشخصية دورًا حاسمًا في تحديد بعض المشاعر الأساسية، مثل الخوف، والغضب، والفرح، والمفاجأة، وما إلى ذلك. كلما زادت دقة تسميات المشاعر كلما كان من الصعب اكتشاف المشاعر الصحيحة. يطرح التعرف على المشاعر في المحادثة عددًا من التحديات، مثل نمذجة سياق المحادثة، ونمذجة حالة المتحدث، ووجود السخرية في المحادثة، وتحول العاطفة عبر لأقوال المتتالية للمحاور نفسه.

## المهمة
تتعامل مهمة التعرف على المشاعر في المحادثة مع الكشف عن المشاعر التي عبر عنها المتحدثون في كل كلام من المحادثة، وتعتمد على ثلاثة عوامل أساسية - سياق المحادثة والحالة العقلية للمحاورين والقصد.

## مجموعات البيانات
المقالة العربية الناقصة [الإنجليزية] وأيموكاب [الإنجليزية]، وسيماين [الإنجليزية]، وديلي دايالوج [الإنجليزية]، وميلد [الإنجليزية] هي مجموعات البيانات الأربعة المستخدمة على نطاق واسع في التعرف على المشاعر في المحادثة. من بين مجموعات البيانات الأربع هذه، يحتوي ميلد على حوارات متعددة الأطراف.

## الأساليب
تتكون مقاربات التعرف على المشاعر في المحادثة من طرق تعلم غير مراقبة، وشبه مراقبة، وتعلم مراقب. تتضمن الطرق الشائعة الخاضعة للتعلم استخدام أو الجمع بين الميزات المحددة مسبقًا، والشبكات العصبية المتكررة (دايلوج آر إن إن DialogueRNN)، وشبكات التحويل للرسوم البيانية (دايلوج آر إن إن)، وشبكة الذاكرة الهرمية ذات بوابات الانتباه. معظم الأساليب المعاصرة للتعرف على المشاعر في المحادثة تعتمد على التعلم العميق وتعتمد على فكرة نمذجة حالة المتحدث الكامنة.

## التعرف على سبب العواطف في المحادثات
ظهرت مؤخرًا مهمة فرعية جديدة للتعرف على المشاعر في المحادثة تركز على التعرف على سبب المشاعر في المحادثة. تعتمد طرق حل هذه المهمة على آلية الإجابة على الأسئلة المستندة إلى نماذج اللغة. ويُعد نموذج ريكون (RECCON) واحد من مجموعات البيانات الرئيسية لهذه المهمة.

## مقالات ذات صلة
- التعرف على المشاعر
- تحليل المشاعر